# Ходяково
Ходя́ково (чув. Хитекушкӑнь) — деревня в Аликовском муниципальном округе Чувашской Республики. Входила в состав Таутовского сельского поселения до его упразднения в 2022 году.

## Общие сведения о деревне
Деревня газифицирована, имеется водопровод.

### География
Ходяково расположено юго-западнее административного центра Аликовского района на 8 км.

### Климат
Климат умеренно континентальный с продолжительной холодной зимой и тёплым летом. Средняя температура января −12,9 °C, июля 18,3 °C, абсолютный минимум достигал −44 °C, абсолютный максимум 37 °C. За год в среднем выпадает до 552 мм осадков.

## Население
| 2010 | 2012 |
| ---- | ---- |
| 182  | ↗198 |

## История
До 1927 года Ходяково входила в Аликовскую волость Ядринского уезда. С 1 ноября 1927 года деревня в составе Аликовского района, а 20 декабря 1962 года включена в Вурнарский район. С 14 марта 1965 года — снова в Аликовском районе.

## Средства массовой информации
- Газеты и журналы: Аликовская районная газета «Пурнăç çулĕпе»-«По жизненному пути».
- Телевидение:Население использует эфирное и спутниковое телевидение, за отсутствием кабельного телевидения. Эфирное телевидение позволяет принимать национальный канал на чувашском и русском языках.

## Знаменитые уроженцы
- Андреев, Иван Андреевич — советский и российский учёный-языковед, доктор филологических наук, профессор (1972).
- Канюкова (Маркова) Александра Семёновна — кандидат филологических наук, отличник народного просвещения.
- Криков Аркадий Максимович — инженер, доктор технических наук.
- Марков, Анатолий Семёнович — учёный, педагог, профессор, ректор Чувашского государственного пединститута им. И. Я. Яковлева (1963—83)[1][2]. Депутат Верховного Совета Чувашской АССР трёх созывов (1971—83). Председатель Верховного Совета ЧАССР VIII созыва (1971—75). Член Президиума Верховного Совета ЧАССР IX и Х созывов (1976—83).
- Марков, Борис Семёнович — чувашский советский артист, режиссёр, заслуженный артист Чувашской АССР (1953), Народный артист Чувашской АССР (1961), Народный артист РСФСР (1974), лауреат Государственной премии имени К. В. Иванова. Депутат Верховного Совета СССР (1962—1966)
- Степанов, Михаил Степанович — Передовик и организатор производства, рационализатор, заслуженный строитель Чувашской АССР (1961), заслуженный строитель РСФСР (1986), Герой Социалистического Труда. Депутат Верховного Совета СССР (1958—1962)